# Хшаново (Кольський повіт)
Хшаново (пол. Chrzanowo) — село в Польщі, у гміні Ходув Кольського повіту Великопольського воєводства.
Населення — 75 осіб (2011).
У 1975-1998 роках село належало до Конінського воєводства.

## Демографія
Демографічна структура станом на 31 березня 2011 року:
|          | Загалом | Допрацездатний вік | Працездатний вік | Постпрацездатний вік |
| -------- | ------- | ------------------ | ---------------- | -------------------- |
| Чоловіки | 40      | 8                  | 27               | 5                    |
| Жінки    | 35      | 3                  | 21               | 11                   |
| Разом    | 75      | 11                 | 48               | 16                   |